# Christophe Kempé
Christophe Maurice Jean Kempé (ur. 2 maja 1975 roku w Aubervilliers) – francuski piłkarz ręczny, były reprezentacji kraju. Przez 12 sezonów występował we francuskiej Division 1, w drużynie Fenix Toulouse Handball (w latach 1996-1999 oraz 2001-2010). W 2010 postanowił zakończyć karierę zawodniczą.
Z reprezentacją zdobył w 2008 r. mistrzostwo olimpijskie w Pekinie.
W 2009 roku w Chorwacji wywalczył mistrzostwo Świata. W finale ekipa Francji pokonała Chorwację 24:19.

## Sukcesy

### reprezentacyjne
- 2009:  mistrzostwo Świata, (Chorwacja)
- 2008:  mistrzostwo olimpijskie
- 2006:  mistrzostwo Europy (Szwajcaria)
- 2005:  brązowy medal mistrzostw Świata (Tunezja)
- 2003:  brązowy medal mistrzostw Świata (Portugalia)

### klubowe
- 1998:  puchar Francji

## Odznaczenia
- Kawaler Legii Honorowej[1].